# Lewon Aronjan
Lewon Aronjan (sau: Levon Aronjan), (n. 6 octombrie 1982 în Erevan) este un șahist armean, mare maestru internațional al șahului. El a fost campion mondial la șah fulger. Între anii 2003 - 2005 a jucat în clubul șahiștilor germani. Potrivit listei ratingurilor FIDE⁠(d) din martie 2014, a fost clasat pe locul doi mondial, iar potrivit sistemului de rating Elo, a primit  2830 de puncte, fiind al patrulea jucător cu cele mai multe puncte din istorie, potrivit sistemului Elo.
Aronian a câștigat Cupele Mondiale FIDE⁠(d) din 2005 și 2017. A condus echipa națională armeană spre obținerea medaliilor de aur la Olimpiadele de Șah din 2006 (Torino), 2008 (Dresden) și 2012 (Istanbul) și la Campionatul Mondial de Șah pe Echipe⁠(d) de la Ningbo din 2011. A câștigat turneele FIDE Grand Prix din 2008-2010, calificându-se în Turneul Candidaților⁠(d) pentru Campionatul Mondial de Șah din 2012, unde a fost învins din prima rundă. A fost de asemenea campion mondial la  Chess960⁠(d) în 2006 și 2007, la șah rapid⁠(d) în 2009 și la șah blitz⁠(d) în 2010.
Aronjan este șahistul armean de primă importanță de la începutul anilor 2000. În urma popularității sale în Armenia, a ajuns să fie numit celebritate și erou. A fost numit cel mai bun sportiv al Armeniei în 2005 și a fost premiat cu titlul de Maestru Emerit al Sportului al Republicii Armenia în 2009. În 2012, a fost premiat cu Ordinul Sf. Mesrob Maștoț.
În 2016, CNN l-a  numit pe Aronjan „David Beckham al șahului”.

## Date biografice și carieră
Lewon, deja la 9 ani, a învățat jocul de șah de la sora lui. În 1994 el devine în Szeged, campion mondial la juniori U12. Lewon Aronjan joacă partide intersante cu șahiști de talie mondială ca: Étienne Bacrot, Ruslan Ponomariov, Francisco Vallejo Pons și Alexandru Grisciuk, fiind declarat în 1999 de FIDE, mare maestru internațional de șah.
În anul 2006 reușește să câștige turneul internațional de la Morelia și Linares după ce a învins șahiști de talia lui Veselin Topalov, Teymur Rəcəbov și în finală pe șahistul maghiar Péter Lékó. În vara aceluiași an câștigă medalia de aur, la Olimpiada de Șah din Torino.